# I poziom narodowych rozgrywek ligowych w piłce nożnej niezrzeszonych w FIFA
Poniższa lista przedstawia 32 ligi mężczyzn i 8 kobiet nie należące do FIFA.
Cypr Północny (Kobiety) od 2013.
Niue zawiesiło swoją ligę od 2013 roku, Nauru od 2001,
Osetia Południowa od 2010,
Sint Eustatius od 1985,
Svalbard od 2010,
Wallis i Futuna od 2015,
Wyspy Alandzkie od 2013,
Wyspa Bożego Narodzenia od 2014,
Wyspy Kokosowe od 2005,
Wyspa Wielkanocna od 2013.
Ponadto w Stanach Zjednoczonych w stanie Hawaje zaprzestano rozgrywania ligi na wyspie Maui od 2010 roku, oraz Big Island od 1996.
W Andamanach i Nikobarach zamiast rozgrywek ligowych jest puchar, także w Kiribati,
wyspie Kauaʻi
wyspie Yap, także w Grenlandii zarówno jeśli chodzi o mężczyzn, jak i kobiety. W Tristan da Cunha puchar został zawieszony w 2013 roku. Swoich rozgrywek ligowych nie posiadają takie terytoria zależne jak: Akrotiri, Dhekelia, Midway, Norfolk, Palmyra, Pitcairn, Tokelau, Saba i Brytyjskie Terytorium Oceanu Indyjskiego, jeśli chodzi o kobiety, to oprócz powyższych także Bonaire, Gujana Francuska, Kiribati, Mariany Północne, Mikronezja, Niue, Palau, Saint-Martin, Sint Maarten, Tuvalu, Wyspa Wight i Zanzibar. Jedynym nieuznawanym państwem nieposiadającym swojej ligi jest Naddniestrze.

## ligi mężczyzn

### Państwa
- Monako (Poule A)
- Monako (Poule B)
- Monako (Poule C)
- Palau (członek stowarzyszony OFC) od 2004 roku
- Tuvalu (członek stowarzyszony OFC) od 2001 roku
- Watykan od 1981 roku
- Wyspy Marshalla od 1967 roku

### Terytoria zależne
- Bonaire (członek CONCACAF oraz Caribbean Football Union)
- Falklandy od 1916 roku
- Guernsey[18]
- Gujana Francuska (członek CONCACAF oraz Caribbean Football Union) od 1937 roku
- Gwadelupa (członek CONCACAF oraz Caribbean Football Union) od 1940 roku
- Jersey
- Majotta od 1992 roku
- Mariany Północne (członek AFC oraz East Asian Football Federation od 2006 roku)
- Martynika (członek CONCACAF oraz Caribbean Football Union) od 1919 roku
- Reunion (członek stowarzyszony CAF) od 1950 roku
- Rodrigues[19] od 2010 roku
- Saint-Barthélemy[a] od 2003 roku
- Saint-Martin (członek CONCACAF, Caribbean Football Union oraz Leeward Islands Football Association)[a] od 1970 roku
- Sint Maarten (członek CONCACAF, Caribbean Football Union)
- Saint-Pierre i Miquelon od 1976 roku
- Wyspa Man
- Wyspa Świętej Heleny od 1967 roku
- Wyspa Wniebowstąpienia od 1994 roku

### Państwa nieuznawane
- Abchazja od 1994 roku
- Cypr Północny od 1955 roku
- Somaliland

### Inne
- Alaska[20]
- Alderney[21]
- Azory[22]
- Gozo od 1937 roku
- Oʻahu[23]
- Orkady[24]
- Pohnpei od 2009 roku
- Szetlandy[25]
- Wyspy Scilly
- Wyspa Wight
- Zanzibar (członek stowarzyszony CAF) od 1981 roku

## Ligi kobiet

### Państwa
- Tuvalu
- Wyspy Marshalla od 1988 roku

### Terytoria zależne
- Gibraltar (członek UEFA)
- Guernsey
- Gwadelupa (członek CONCACAF oraz Caribbean Football Union) od 1978 roku
- Jersey
- Majotta od 2005 roku
- Martynika (członek CONCACAF oraz Caribbean Football Union) od 2003 roku
- Reunion (członek stowarzyszony CAF)[26] od 1979 roku
- Wyspa Man

### Państwa nieuznawane
- Kosowo od 1945 roku[27]

### Inne
- Korsyka
- Oʻahu[23]